# The Terminator 2029
The Terminator 2029 — видеоигра в жанре шутер от первого лица, разработанная и изданная компанией Bethesda Softworks для операционной системы DOS. Является третьей в серии игр о роботе Терминаторе.

## Сюжет
2029 год, Лос-Анджелес. Во время боевой операции в одном из командных штабов суперкомпьютера Скайнета полковник Джон Коннор находит прототип высокотехнологичного экзоскелета, хранящийся в одном из ангаров. Скайнет разработал это устройство для создания армии терминаторов, по техническим характеристикам превышающих стандартную комплектацию Т-800. Прототип скелета был доставлен на базу Сопротивления, где был переоборудован в защитный костюм, способный взять на борт тяжёлое вооружение. Костюм получил название Advanced Combat Armor (A.C.E. Battle Armor).
Затем Коннор формирует отряд под названием Special Operations Group, который забрасывается в место дислокации основного ядра Скайнета, находящееся под контролем машин. Там боевая группа организует штаб сил Сопротивления. Одному из бойцов имплантируется чип, позволяющий управлять A.C.E. Перед солдатом ставится задача — добраться до ядра Скайнета и уничтожить его.

## Игровой процесс
В игре предстоит играть за одного из бойцов Сопротивления. Схема действия на каждом уровне примерно одинакова: герой получает задание в командном пункте (защитить цель от атак противников, найти и спасти выживших и заложников и т. д.), отправляется на территорию противника, выполняет задание и возвращается на базу.
Игра состоит из 8 уровней c возрастающей сложностью. В сборке Deluxe CD Edition представлены 32 уровня.
Экзоскелет персонажа может комплектоваться разнообразным оружием, таким как плазменная пушка и гранаты. Также костюм несёт портативную аптечку и генераторы защитных полей. Оружие, боеприпасы и иные полезные предметы можно выбирать и устанавливать в начале уровня, а также собирать их с уничтоженных противников и убитых солдат в процессе игры. Персонаж может нести одновременно до 5 различных полезных предметов.
В игре присутствуют ролевые элементы (система званий):
- Sergeant (сержант) — персонаж начинает игру в этом звании.
- Sergeant Major (сержант-майор)
- 2nd Lieutenant (второй лейтенант)
- 1st Lieutenant (первый лейтенант)
- Captain (капитан)
- Major (майор)
- Lieutenant Colonel (подполковник) — высшее звание, доступное в игре.

Игра поддерживает систему сохранений: игрок может сохраняться после каждого уровня, записывая название файла игры в специальных опциях.
На игровом интерфейсе представлены текущий вид оружия и боезапас, количество аптечек, игровой экран (с видом на уровень, целью и текущими координатами), уровень здоровья (представлен в виде пиктограммы экзоскелета, на которой различным цветом отображаются повреждения в том или ином сегменте механизма — от жёлтого до красного), карта-радар и мини-карта (на месте мини-карты иногда появляется диалоговое окно), а также кнопки паузы и опций.
Также игрок может просмотреть карту Лос-Анджелеса с подконтрольными силам Сопротивления территориями. Город поделён на 6 секторов, названных в соответствии с буквами греческого алфавита (Alpha, Beta, Gamma, Delta, Epsilon и Omega).

## Технические данные

### Графическая составляющая
В игре использована 16-битная трёхмерная графика с поддержкой 256 цветов, экранное разрешение составляет 640х480 точек на дюйм. Игровые экраны сменяются посредством использования сетки (Grid-based), а не скроллинга, как в большинстве 3D-шутеров.
Уровни и противники построены с применением спрайтовой графики.

## Оценки
Оценки игры были различными.
Журнал, посвящённый компьютерным играм, Pelit, оценил игру достаточно высоко — в 88 баллов из 100, указав среди достоинств динамичный игровой процесс, наличие трёхмерной графики, качественное звуковое сопровождение и относительно высокий AI противников.
Другой игровой журнал, Aktueller Software Markt, поставил игре оценку 10 баллов из 12, отметив, что, несмотря на некоторые сложности в управлении, игровой процесс, графика, звуковое и музыкальное сопровождение находятся на высоком уровне.
Оценка журнала Power Play — 73 балла из 100. Рецензенты положительно оценили качественный геймдизайн и динамичный игровой процесс, но добавили, что окружающую обстановку на уровнях можно было решить несколько иначе (к примеру, оформить предметно-пространственное окружение в стиле подземной базы), а также внести коррективы в звуковое сопровождение (основываясь на дизайне уровней и врагов).
Ещё один журнал, PC Joker, оценил игру в 69 баллов из 100. Графическая составляющая и звуковое сопровождение, наличие в игре трёхмерного игрового мира (в котором можно двигаться в любом направлении) и игровой карты со сканером (предоставляющих данные о противниках), были встречены положительно. При этом критикам не понравились неудобное управление и высокая сложность игры.
Рецензенты журнала PC Player поставили игре среднюю оценку — 54 балла из 100. Рецензенты назвали игру «скучной» и указали, что она не внесла ничего нового в серию игр о Терминаторе.
Оценка информационной базы данных об играх Just Games Retro была довольно низкой — 2 балла из 5. Сравнив Terminator 2029 с игрой MechWarrior, критики отметили некоторые сходства в игровом процессе, — в частности, это касалось использования управляемого пилотом роботизированного экзоскелета, снабжённого разнообразным сменным вооружением. Среди недостатков было указано неудобное управление — поворот персонажа осуществляется строго на 90 градусов, а сам он передвигается по сетке из «квадратов», на которые условно поделена поверхность уровня; это затрудняет передвижение и прицелвание. В то же время противники не привязаны к сетке и потому более свободны в действиях и движениях. Навигация по уровням также была названа неудобной — герой может не наблюдать врагов на радаре, но «сделав пару шагов», он окажется в окружении. Вследствие случайной генерации противников есть возможность «убежать» от них, «пройдя два или три шага». Рецензенты отметили высокую сложность игры: относительно невысокий уровень здоровья (костюм получает повреждения очень легко и его приходится часто «чинить»), ограниченный боезапас (а также то, что забирать оружие или боеприпасы можно далеко не у всех уничтоженных врагов и убитых солдат) и большое количество противников (способных заново появляться в неожиданных местах через какое-то время после уничтожения) затрудняют прохождение уровней. Игровой процесс из-за акцента на уничтожении врагов был назван «по большей части скучным», а игра в целом — «ужасной» (по сравнению с вышедшей позднее The Terminator: Future Shock). При этом критики положительно оценили подробные «брифинги» между миссиями (где игроку объясняется цель текущей миссии и даются советы по её выполнению), наличие списка врагов с трёхмерными изображениями (где можно посмотреть уязвимые места каждого противника), карту Лос-Анджелеса (с подконтрольными повстанцам территориями) и ролевую систему «званий». Дизайн уровней и персонажей был охарактеризован как «простой», но уместный в игре данного жанра.